# Хамфри Богарт
Хамфри Дефорест Богарт (енгл. Humphrey DeForest Bogart; Њујорк, 25. децембар 1899 — Лос Анђелес, 14. јануар 1957) био је један од најпопуларнијих америчких филмских глумаца 1950-их година. Добитник је Оскара 1951. године за филм Афричка краљица, а популарност је стекао у филмовима Казабланка и Малтешки соко. Часопис Ентертејнмент викли прогласио га је највећом филмском легендом свих времена. Амерички филмски институт га је 1999. године прогласио највећом мушком филмском звездом. Назван је и културном иконом.
Након што се опробао на разним пословима, Богарт је 1921. године почео да глумити и постао је редовни извођач у бродвејским продукцијама током двадесетих и тридесетих година. Након краха берзе 1929. године смањила се потражња за представама па се Богарт окренуо филму. Његов први значајнији успјех била је улога Дјука Мантија у филму Окамењена шума. Добио је похвале за глуму у позоришној представи па се његов пријатељ Лесли Хауард побринуо да је репризира и у филмској верзији из 1936. године. Упркос сјајним критикама, за Богартом се вукла етикета гангстера из Б-филмова. Прекретница се догодила 1941. године с филмовима Висока Сијера (иако је и у њему глумио криминалца) и Малтешки соко. Следеће године, његова улога Рика Блејна у Казабланки коначно га је довела на врх глумачке професије, а у исто вријеме „зацементирала” његову препознатљиву филмску особност, ону тврдокорног циника који понекад показује своју племениту страну. Следили су тријумфи с филмовима Дубоки сан (1946), Острво Ларго (1948), у којем је наступио са својом супругом Лорен Бакол, Благо Сијера Мадре (1948), Афричка краљица (1951), за који је освојио Оскара за најбољег глумца и Побуна на Кејну (1954). Појавио се укупно у 75 дугометражних филмова.
Сахрањен је са сребрном звиждаљком на којој је урезано: „Ако ти нешто треба, само звизни!” у знак сећања на његове речи из филма Имати и немати.

## Биографија

### Детињство и младост
Богарт је рођен у Њујорку, као најстарије дете Белмонта Дефореста Богарта (1867—1934) и Мод Хамфри (1867—1941). Белмонт и Мод венчали су се у јуну 1898. године. Преци његовог оца били су енглеског, холандског и шпанског порекла. Богарт је холандско презиме које значи „воћњак”. Мајка му је била већином енглеског порекла, уз мањи утицај велшког. Богартов отац био је презбитеријанац, а мајка чланица Епископалне цркве.
Богартов дан рођења био је предмет контроверзи. Дуго се веровало да је рођен на Божић 1899. године, што је измислио Ворнер брадерс и често користио због романтичне позадине, а у ствари је рођен 23. јануара 1899. године, што је датум који се појављује у многим наводима. Међутим, ова се прича данас чини неутемељеном: иако никад није пронађен родни лист, вест о његовом рођењу појавила се у бостонским новинама у јануару 1900. године, а потврђује да се родио на Божић 1899. године, као и други извори. Према попису становништва из 1900. године за домаћинство Белмонта Богарта наводи се како је његов син Хамфри рођен у децембру 1899. године. Постоје још три пописа становништва који потврђују да је рођен у децембру 1899. године. Његова посљедња супруга, глумица Лорен Бакол, увек је тврдила како је 25. децембар прави датум његовог рођења.
Богартов отац, Белмонт, био је хирург специјализован за срце и плућа. Његова мајка, Мод Хамфри, била је врло успешна комерцијална илустраторка која се образовала у Њујорку и Француској. Била је милитантна феминисткиња. Употребила је цртеж бебе Хамфрија за познату кампању за дечју храну Мелинс. Зарађивала је преко 50 хиљада долара годишње као илустратор, што је у то време био огроман износ, у односу на мужа који је годишње зарађивао 20 хиљада. Богартови су живели у отменом стану на Апер Вест Сајду, а имали су и викендицу у држави Њујорк.
Хамфри је био најстарији од троје деце. Имао је две сестре, Франсис и Катрин Елизабет. Родитељи су му били доста службени, заузети својим каријерама те су се често свађали. Резултат свега био је мањак емоција које су упућивали деци. „Васпитаван сам безосећајно, али и врло поштено. Пољубац је у нашој породици био прави догађај. Наши мајка и отац нису се претерано бринули за моје сестре и мене." Богарта су као дечака задиркивали због његових увојака, уредности, „слатких” слика на којима је морао да позира мајци, одеће Little Lord Fauntleroy у коју га је одевала — као и због имена „Хамфри”. Од оца је наследио потребу да помаже другима, залуђеност пецањем, дугогодишњу љубав за једрење и привлачност према самоувереним женама.

### Образовање
Богартови су као типични изданци њујоршког друштва слали сина у приватне школе. Образовање је започео у школи Деланси где се задржао до петог разреда, а затим преселио у Тринити. Био је незаинтересиран, мрзовољан ученик који није показивао занимање за ваншколске активности. Касније је отишао на престижни припремни колеџ Филипс академи у Андоверу (Масачусетс), најстарију припремну школу у Америци, где је препоручен на основу породичних веза. Надали су се да ће поћи на Јејл, али он је 1918. године избачен.
Детаљи његовог искључења су нејасни: једна прича каже да је избачен јер је бацио управника у вештачко језеро у кампусу. Други су тврдили како је пушио и пио, а уз то слабо учио и добацивао наставницима. Друга прича каже како га је из школе повукао отац јер је лоше учио. У сваком случају, његови родитељи били су врло обесхрабрени таквим догађајима и својим пропалим плановима које су имали за његову будућност.

### Морнарица и препознатљиви ожиљак
Како на видику није било друге каријере, Богарт је следио своју љубав према мору и у пролеће 1918. године се пријавио у Морнарицу САД. Касније се присетио, „Са осамнаест година рат изгледа као сјајна ствар: Париз, француске девојке, доврага све!" Богарт је већину времена провео као морнар и члан посаде која је превозила америчке јединице назад из Европе након потписивања примирја.
Богарт је у то време зарадио и ожиљак, његов заштитни знак и развио своје карактеристично шаптање, иако су праве околности нејасне. Једна верзија говори како му је усну расекао комадић шрапнела током артиљеријске ватре са његовог брода. Други тврде да Богарт није ни видио мора након што је потписано примирје. Друга верзија, за коју Богартов дугогодишњи пријатељ, писац Натанјел Бенчли, тврди да је истина та да је Богарт повређен док је водио затвореника у поморски затвор у Њу Хемпширу. Наводно је затвореник у лисицама, док су мењали воз у Бостону, замолио Богарта за цигарету, и док је Богарт тражио шибице, подигао руке и ударио га по устима лисицама, расекавши му усну и побегао. Затвореник је на крају затворен у Морнарички затвор Портсмут. Алтернативно објашњење је да га је затвореник ударио једном руком док га је Богарт ослобађао, док му је друга рука још била у лисицама. Према књизи Humphrey Bogart: The Early Years Darwin Porter (Хамфри Богарт: Ране године Дарвина Потера), ожиљак је дело његовог оца, Белмонта, кога је зарадио током страшне свађе. Највероватније се права истина никад неће ни сазнати.
Без обзира на све то, док је Богарт дошао до доктора, ожиљак се већ формирао. „Проклети доктор”, рекао је касније Дејвиду Нивену, „уместо да га закрпи, само је све забрљао." Заправо, Нивен каже да кад је питао Богарта за ожиљак рекао му је како је то последица несреће из детињства; Нивен тврди да су приче о задобивању ожиљка за вријеме рата измислили студији како би унели дашак гламура. У његовом пост-ратном лечењу се не спомиње ожиљак на усни иако се спомињу мањи ожиљци, тако да је узрок ожиљка можда дошао касније. Кад је глумица Луиза Брукс 1924. године упознала Богарта, имао је мањи ожиљак на горњој усни, који је Белмонт Богарт можда деломично санирао пре него што је Богарт 1930. године почео да се бави филмским бизнисом. Она верује како ожиљак нема везе с његовим карактеристичним говором.

## Рана каријера
Богарт се вратио кући и открио како је Белмонт слабог здравља (вероватно због зависности од морфина), да му је лекарска пракса у лошем стању, а и изгубио је много породичног новца лошим улагањима у дрвни материјал. Током својих дана у Морнарици, Богарт се осамосталио и развио властите особине удаљивши се тако од породичног утицаја. Постао је либерал који је мрзео умишљеност, позере и снобове, отворено се дружио с људима који су припадали разним мањинама, без обзира на расу, веру или сексуалну оријентацију, а с времена на време је пркосио конвенционалном понашању и ауторитету, што су особине које ће показивати и у својим филмовима. Са друге стране, задржао је особине пристојних манира, разговетности, тачности, скромности и несклоност физичком додиру.
Након морнаричке службе, Богарт је радио као бродар, а након тога као продавацобвезница. Придружио се морнаричким резервама. Што је још важније, задржао је пријатељске односе с пријатељем из дјетињства Билом Брејдијем млађим чији је отац имао везе у забавној индустрији, а Богарт је касније добио канцеларијски посао у новој фирми Вилијама Брејдија старијег World Films. Окушао се као сценарист, редитељ и продуцент, али се није доказао ни на једном пољу. Једно је време био менаџер позоришне представе Бредлијеве кћерке Алис Брејди. Неколико месеци касније 1921. године, Богарт је остварио свој позоришни деби као јапански батлер у представи Дрифтинг, још једној представи Алис Брејди, нервозно изговоривши једну реченицу. Остварио је још неколико наступа у њеним следећим комадима. Богарту су се свиђали касни сати у којима су глумци радили и уживао је у пажњи коју глумац добија на позорници. Много је времена провео у точионицама алкохола и постао тешки пијанац. Барска тучњава која датира из тог времена можда је прави узрок његовог ожиљка на усни, будући да се та прича боље поклапа него она од Луизе Брукс. Богарт је рекао, „Рођен сам као индолентан, а ово је био најлакши порок."
Богарт је одгојен у уверењу како је глума испод нивоа џентлмена, али он је уживао у позоришној глуми. Никад није узимао часове глуме, али је био упоран и одлучно радио. Појавио се у барем седамнаест бродвејских продукција између 1922. и 1935. године. Глумио је млађахне или романтичне споредне улоге у салонским комедијама. Верује се како је он и први глумац који је на позорници рекао "Tennis, anyone?" Критичар Александер Вулкот писао је за неке од његових раних радова да је он „као што се то обично и самилосно каже непотпун." Неке су рецензије биле повољније. Хејвуд Брун је у својој рецензији Nerves написао, „Хамфри Богарт остварује најефектнију улогу... и суву и свежу, ако је то могуће”. Богарт је презирао тривијалне, мекушне улоге које је играо у раној каријери, назвавши их "White Pants Willie" улогама.
На почетку своје каријере, док је играо двоструке улоге у комаду Дрифтинг у Плејхаус тиатру, Богарт је упознао Хелен Менкен. Венчали су се 20. маја 1926. године у Грамерси парк хотелу у Њујорку, а развели 18. новембра 1927. године. Након развода су остали пријатељи. Касније, 3. априла 1928. године, оженио се са Мери Филипс у стану њене мајке у Хартфорду у држави Конектикат. Она је, као и Менкен, имала „ватрену” нарав. Мери је упознао кад су се појавили у представи Нервес која се јако кратко приказивала у Комеди тиатру у септембру 1924. године.
Након краха берзе 1929. године, позоришне су се продукције отказивале, а многи фотогенични глумци су се запутили према Холивуду. Богартова прва филмска улога била је она са Хелен Хејз у кратком филму The Dancing Town из 1928. године, чија се копија никад није успела пронаћи. Године 1930, се појавио у још једном кратком филму са Џоун Блондел који је поновно пронађен 1963. године. Затим је потписао уговор са Фокс филм корпорејшон за 750 долара седмично. Спенсер Трејси био је озбиљан глумац на Бродвеју који се Богарту свиђао и којем се дивио, а постали су и пријатељи и партнери по пићу. Трејси га је 1930. године први прозвао „Боги”. Трејсијев и Богартов једини заједнички филм био је један од првих звучних филмова Џона Форда Up the River (1930), а обојица су глумили затворенике. Био је то Трејсијев филмски деби. Богарт је затим 1931. одиграо мању улогу у The Bad Sister са Бети Дејвис
Богарт је између 1930. и 1935. године глумио у Холивуду и њујоршкој позоришној сцени, усред чега је често по неколико седмица био без посла. Родитељи су му живели одвојено, а Белмонт је умро 1934. године у дуговима, које је Богарт временом отплатио. Од оца је наследио златни прстен који је увек носио, чак и у својим филмовима. На очевој самртној постељи му је коначно рекао колико га воли. Богартов други брак био је на климавим ногама, а био је несретнији него са својом тадашњом глумачком каријером; постајао је депресиван, иритиран и много је пио.

### Окамењена шума
Богарт је 1934. године наступио у бродвејском комаду Invitation to a Murder. Продуцент Артхур Хопкинс чуо је драму иза кулиса и ангажовао Богарта кад је одлучио да ће продуцирати нову драму Роберта Е. Шервуда, Окамењена шума. Хопкинс се касније присетио, „Кад сам видио глумца, био сам помало затечен, јер је он био неко коме се никад нисам много дивио. Био је остарели младић који је већину својих позоришних дана провео у белим хлачама машући тениским рекетом. Није се баш чинио хладнокрвним убицом, али глас (сув и уморан) није попуштао, био је то Мантијев глас”.
Представа је имала 197 приказивања у Бродхерст тиатру у Њујорку 1935. године. Богарт је наступио са Леслијем Хауардом у улози одбеглог убице Дјука Мантија. Критичар Њујорк тајмса Брукс Еткинсон написао је у својој критици комада: „отужна... бурна вестерн мелодрама... Хамфри Богарт остварио је улогу каријере." Богарт је рекао за филм, „означио је моје ослобађање од углађених, мекушних, уштирканих ласкаваца за које сам мислио како сам доживотно проклет." Ипак и даље се осећао несигурно.
Ворнер брадерс је откупио филмска права на Окамењену шуму. Филм је био славан по својим сировим, урбаним, нискобуџетним акционим филмовима па је сценарио изгледао савршен, посебно због тога што је публика у том тренутку била одушевљена стварним криминалцима као што су Џон Дилинџер и Дач Шулц. За главне улоге ангажовани су Бети Дејвис и Лесли Хауард, а Хауард, који је био власник продукцијских права, јасно је дао до знања како уз себе жели и Богарта. Студио је за улогу Дјука Мантија тестирао неколико холивудских ветерана и изабрао Едварда Г. Робинсона, који је имао снажнији звездани статус те био одлучан у намери да сними филм како би испунио свој скупи уговор. Богарт је телеграмом ово пренио Хауарду, који је био у Шкотској. Хауард је контактирао Џека Ворнера и инсистирао да Богарт добије улогу. Џек Воренер, који је био славан по свађи са својим глумцима, покушао је Богарту наденути уметничко име, али овај се показао као тврд орах. Богарт никад није заборавио ову услугу па је 1952. године назвао своју једину кћер, Лесли, по Хауарду, који је погинуо у Другом светском рату. Роберт Е. Шервуд остао је близак Богартов пријатељ.

### Рана филмска каријера
Године 1936, се појавила филмска верзија Окамењене шуме. Његова глума названа је „бриљантном”, „задивљујућом” и „супериорном”. Упркос успеху у „А филму”, Богарт је добио „благи” уговор на 26 седмица уз хонорар од 550 долара седмично, а након тога је етикетиран као гангстер те је наступио у серији другоразредних криминалистичких драма. Богарт је био поносан на свој успех, али чињеница да је он дошао играњем гангстера га је мучила. Једном је рекао, „Не могу се упустити у обичну дискусију, а да се то не претвори у свађу. Мора да то има везе с мојим тоном гласа или овом арогантном фацом — нешто што изазива све. Нико ме не жели видети. Претпостављам да је то зато што сам етикетиран као тежак тип."
Богартове се улоге нису само понављале него су биле и физички захтевне и исцрпљујуће (студији још нису увели климатизацијски систем), а његов огромни, стиснути посао у Ворнер брадерсу није био баш „мачји кашаљ” како се глумац надао. Међутим, увек је био професионалан и поштован међу колегама. У годинама снимања „Б-филмова”, Богарт је почео развијати своју препознатљиву филмску особност — повређеног, стоичког, циничног, шармантног, рањивог усамљеника с језгром поноса који се руга сам себи.
Богартове препирке с Ворнерима око улога и новца биле су сличне онима које је студио водио с мање послушним звездама као што су Бети Дејвис, Џејмсон Кегнијем, Еролом Флином и Оливиом Де Хавиланд.
Студијски систем, тада на свом врхунцу, у великој је мери ограничавао глумце на један студио, с повременим изнајмљивањима, а Воренер брос није имао намеру да од Богарта начини велику звезду. Снимање новог филма могло је почети неколико дана или чак неколико сати након што би завршило снимање претходног. Било који глумац који би одбио улогу могао је бити суспендован без плате. Богарту се нису свидјеле улоге изабране за њега, али је неуморно радио: између 1936. и 1940. године, Богарт је у просеку снимао један филм у два мјесеца, понекад чак радећи на два истовремено, будући да су филмови снимани сцену по сцену, а ретко нехронолошки. У Ворнеру је било тек нешто више погодности од оних које су уживали други глумци у Метро-Голдвин-Мејеру. Богарт је сматрао како је одел гардеробе у Ворнеру јефтин па је често у својим филмовима носио властита одела. У Високој Сијери је користио властитог пса званог Зиро како би играо пса његовог лика, „Парда”.
Глумци у Ворнер брадерсу који су имали предност пред Богартом нису били само класичне звезде као што су Џејмс Кегни и Едвард Г. Робинсон, него и глумци данас пуно мање познати, као што су Виктор Маклаглен, Џорџ Рафт и Пол Мјуни. Већина бољих сценарија завршила је код тих глумаца, а Богарт је морао прихваћати оно што би остало. Снимио је филмове као што су Racket Busters, San Quentin и You Can't Get Away With Murder. Једина значајнија главна улога у овом периоду била је она у филму Самјуела Голдвина, Улица без излаза (1937), али је зато наступио у мноштву споредних улога, као што је филм Анђели гарава лица (1938) (у којем га је упуцао Џејмс Кегни). Богарта су на филму често знали упуцати, обично Кегни и Едвард Г. Робинсон, међу осталима. У Црној легији, за промену, игра доброг човека кога ухвати и уништи расистичка организација, филму који је Грејам Грин назвао „интелигентним и узбудљивим”.
Године 1938, Ворнер брадерс га је убацио у „сељачки мјузикл” звани Swing Your Lady, као промотера хрвања, што је касније сматрао својом најгором улогом. Године 1939, је глумио лудог научника у The Return of Doctor X. Полудео је: „Да сам био крв Џека Ворнера, не би ми то много сметало. Проблем је што су они пили моју, а ја сам снимао овај одвратни филм."
Мери Филипс, која је с друге стране уживала у успеху позоришног хита A Touch of Brimstone (1935), одбила је одустати од своје каријере на Бродвеју како би пошла са Богартом у Холивуд. Након што је представа завршила с приказивањем, ипак је отишла у Холивуд, али је инсистирала на наставку властите каријере (још је била већа звезда од њега) па су се 1937. године одлучили развести. Ушао је у катастрофалан трећи брак 21. августа 1938. године са Мејо Метхот, живахном и љубазном женом кад је била трезна, али параноичном кад би била пијана. Била је уверена да је муж вара. Што су се она и Богарт више удаљавали, она је више пила, беснела и почињала бацати ствари на њега: биљке, лончарске посуде, све што би јој дошло под руку. Чак је и запалила кућу, убола га ножем и неколико пута пререзала вене на рукама. Са друге стране, Богарту је била потребна њена безосећајност и чинило се како ужива у свађи с њом. Понекад је и он постао насилан. Новине су их прозвале "the Battling Bogarts". „Брак Богарта и Метхот био је наставак Грађанског рата", рекао је њихов пријатељ Џулијус Епстајн. У то време Богарт је набавио једрилицу и назвао је "Sluggy", по својој ватреној жени. Упркос изјавама као што су „Волим љубоморну жену”, „слажемо се тако добро јер немамо илузија једно о другоме” и „Не бих вам дао ни два цента за даму без темперамента”, постало је јасно да је њихов брак постао деструктивна веза.
У тридесетим је у Калифорнији купио дугу јахту „Сантана” од глумца Дика Пауела. Море је било његово уточиште, а волео је једрити око острва Санта Каталина. Био је озбиљан морнар, кога су ценили и морнари који су се нагледали превише холивудских глумаца и њихових бродова. Око 30 викенда годишње проводио је на броду. Једном је рекао, „Глумцу треба нешто да стабилизује његову особност, нешто што ће га претворити у оно што он заиста јесте, а не што тренутно покушава бити."
Цели живот гадили су му се умишљени, имитатори и фолиранти, како је његов син Стивен 1999. године рекао водитељу Роберту Озборну на Turner Classsic Movies. Осетљив, а опет саркастичан, Богарт је развио особност огорченог идеалисте, човека који је напустио боље ствари у Њујорку, живећи на свој начин, превише пијући, проклет да проживи свој живот међу другоразредним људима и пројектима.
Ретко је гледао своје филмове и није ишао на премијере. Није играо холивудску трачерску игру и се није улизивао новинским колумнистима. Није глумио лажну пристојност и дивљење према колегама, али ни забијао нож у леђа. Чак је штитио властиту приватност лажним новинским саопштењима о свом приватном животу како би задовољио радозналост новинара и публике. Кад би мислио како је глумац, редитељ или филмски студио направио нешто безвредно, отворено би говорио о томе, спреман да га цитирају. Дивио се Роберту Мичаму због изјаве да је једини начин како преживети у Холивуду бити „опонент”. Због свега тога му популарност никад није била на висини, а неки у холивудској заједници су га приватно избегавали како би избегли проблеме са студијима. Штампа у Холивуду, коме је искреност било нешто страно, био је одушевљен. Богарт је једном рекао, „У целом Ховуду стално ми говоре како нешто није требало да кажем, да ће ме довести у невоље то што кажем да неки филм или сценариста или режисер или продуцент није добар. Не схватам. Ако није добар, зашто то не можеш и рећи? Ако би више људи то споменуло, убрзо би се могао добити некакав ефекат."

## Пут до звезданог статуса

### Висока Сијера
Висока Сијера, филм Раула Волша из 1941. године, написао је Богартов пријатељ, Џон Хјустон, а адаптиран је према роману В. Р. Бернета. Пол Мјуни и Џорџ Рафт су одбили главну улогу, давши тако прилику Богарту да одигра лик с нешто више комплексности. Филм је био Богартов последњи значајнији филм у којем је глумио гангстера (његова задња гангстерска улога била је у The Big Shot, 1942). Добро је сарађивао с Ајдом Лупино, а током снимања су се зближили, што је изазвало љубомору његове жене Мејо.
Филм је зацементирао снажни лични и професионални однос између Богарта и Хјустона. Богарт се дивио и помало завидио Хјустону због његових списатељских вештина. Иако је био лош ученик, Богарт је цели живот пуно читао. Могао је цитирати Платона, Александера Поупа, Ралфа Валдоа Емерсона и преко хиљаду Шекспирових реченица. Дивио се писцима, а неки од његових најбољих пријатеља били су сценаристи, као Луј Бромфилд, Натанјел Бенчли и Нанали Џонсон. Богарт је уживао у интензивним, провокативним разговорима и жестоким пићима, као и Хјустон. Обојица су били бунтовнички настројени и волели изводити детињасте шале. За Хјустона се говорило како се досађивао током продукције, а дивио се Богарту (који се исто тако брзо досађивао иза камере) не само због његовог глумачког талента него и због интензивне концентрације на сету.

### Малтешки соко
Рафт је одбио главну мушку улогу у редитељском првенцу Џона Хјустона, Малтешки соко (1941), будући да је већ наступио у ранијој продукцији Малтешког сокола из 1931. године, а у уговору је писало како се не сме појављивати у римејковима. Оригинални роман, којег је написао Дашил Хамет, прво је објављен у шунд часопису Black Mask 1929. године. Био је и предложак за још један филм, Satan Met a Lady (1936). Уз Богарта су наступили и Синди Гринстрит, Питер Лори, Илајша Кук млађи и Мери Астор као фатална жена.
Богартов осетљиви тајминг у улози приватног детектива Сема Спејда хвалили су глумци и редитељ као виталну карику која омогућава брзу акцију и муњевити дијалог. Филм је био велики хит за Богарта, а за Хјустона тријумфални редитељски деби. Богарт је био необично сретан, приметивши, „то је практично ремек дјело. Немам много ствари којима се поносим... али ово је једна од њих."

### Казабланка
Богарт је своју прву романтичну улогу остварио у филму Казабланка, глумећи Рика Блејна, власника ноћног клуба емигранта који се скрива од властите прошлости и одржава контакт с нацистима, француским подземљем, вишијевским префектом и својом бившом девојком. Филм је режирао Мајкл Кертиз, продуцирао га је Хал Б. Волис, а у осталим улогама појавили су се Ингрид Бергман, Клод Рејнс, Сидни Гринстрит, Пол Хенрид, Конрад Вајт, Питер Лори и Дули Вилсон.
У стварном животу, Богарт је играо турнирски шах, на једном нивоу испод мајсторског. Наводно је била његова идеја да се Рик Блејн прикаже као шахист, што је послужило и као метафора за однос између Богартовог и Рејнсовог лика. Ипак, Пол Хенрид се показао као најбољи играч.
Филмска магија Богарта и Бергман била је резултат њихових изванредних изведби, а не стварних искри, иако је његова љубоморна супруга мислила другачије. Изван сета, њих двоје једва да су разговарали за време снимања, мада је њу пратила репутација заводнице главних глумаца. Како је Бергман била виша од њега, Богарт је у неким сценама на ципелама имао причвршћене блокове од 76 милиметара. Она је касније наводно рекла: „Пољубила сам га, али никад га нисам знала.” Годинама касније, након што се Бергман удала за италијанског режисера Роберта Роселинија и родила дијете, Богарт јој се супротставио. „Била си велика звијезда”, рекао је. „Шта си сада?” „Сретна жена”, одговорила му је.
Казабланка је 1943. године освојила Оскар за најбољи филм. Богарт је био номинован за најбољег главног глумца, али је он припао Полу Лукасу за глуму у филму Стража на Рајни. Ипак, за Богарта је то био велики тријумф. Филм га је сместио на четврто место на студијском ростеру, чиме је коначно претекао Џејмса Кегнија и 1946. године повећао плату на 460 хиљада долара, чиме је постао најплаћенији светски глумац.

## Награде

### Освојене награде
| Год.  | Награда | Категорија            | Филм            |
| ----- | ------- | --------------------- | --------------- |
| 1951. | Оскар   | Најбољи главни глумац | Афричка краљица |

### Номинације
| Год.  | Награда | Категорија            | Филм            |
| ----- | ------- | --------------------- | --------------- |
| 1942. | Оскар   | Најбољи главни глумац | Казабланка      |
| 1954. | Оскар   | Најбољи главни глумац | Побуна на Кејну |

## Филмографија
| Улоге Хамфрија Богарта |                                 |               |                            |          |
| Година                 | Српски назив                    | Изворни назив | Улога                      | Напомена |
| 1920.                  |                                 |               |                            |          |
| 1930.                  |                                 |               |                            |          |
| 1930.                  |                                 |               |                            |          |
| 1931.                  |                                 |               |                            |          |
| 1931.                  |                                 |               |                            |          |
| 1931.                  |                                 |               |                            |          |
| 1932.                  |                                 |               |                            |          |
| 1932.                  |                                 |               |                            |          |
| 1932.                  |                                 |               |                            |          |
| 1934.                  |                                 |               |                            |          |
| 1936.                  | Окамењена шума                  |               | Дјук Манти                 |          |
| 1936                   |                                 |               |                            |          |
| 1936.                  |                                 |               |                            |          |
| 1936                   |                                 |               |                            |          |
| 1936                   |                                 |               |                            |          |
| 1937                   |                                 |               |                            |          |
| 1937                   |                                 |               |                            |          |
| 1937                   | Обележена                       |               |                            |          |
| 1937                   |                                 |               |                            |          |
| 1937                   |                                 |               |                            |          |
| 1937                   | Улица без излаза                |               | Хју „Беби-Фејс” Мартин     |          |
| 1937                   |                                 |               |                            |          |
| 1938.                  |                                 |               |                            |          |
| 1938.                  |                                 |               |                            |          |
| 1938.                  |                                 |               |                            |          |
| 1938.                  |                                 |               |                            |          |
| 1938.                  |                                 |               |                            |          |
| 1938.                  | Анђели гарава лица              |               | Џим Фрејзер                |          |
| 1939.                  |                                 |               |                            |          |
| 1939.                  | Оклахома Кид                    |               | Вип Макорд                 |          |
| 1939.                  | Победа над тамом                |               | Мајкл О’Лири               |          |
| 1939.                  |                                 |               |                            |          |
| 1939.                  | Бурне двадесете                 |               | Џорџ Хали                  |          |
| 1939.                  |                                 |               |                            |          |
| 1939.                  |                                 |               |                            |          |
| 1940.                  | Вирџинија Сити                  |               | Џон Мерел                  |          |
| 1940.                  |                                 |               |                            |          |
| 1940.                  |                                 |               | Џек Бак                    |          |
| 1940.                  | Они возе ноћу                   |               | Џо Фабијани                |          |
| 1941.                  | Висока Сијера                   |               | Рој Ерл                    |          |
| 1941.                  |                                 |               |                            |          |
| 1941.                  | Малтешки соко                   |               | Сем Спејд                  |          |
| 1942.                  |                                 |               |                            |          |
| 1942.                  |                                 |               |                            |          |
| 1942.                  | Преко Пацифика                  |               | Рик Лиланд                 |          |
| 1942.                  | Казабланка                      |               | Рик Блејн                  |          |
| 1943.                  |                                 |               |                            |          |
| 1943.                  | Захвали својим срећним звездама |               |                            |          |
| 1943.                  | Сахара                          |               | наредник Џо Ган            |          |
| 1944.                  |                                 |               |                            |          |
| 1944.                  | Имати и немати                  |               | Хари „Стив” Морган         |          |
| 1945.                  | Сукоб                           |               | Ричард Мејсон              |          |
| 1946.                  |                                 |               |                            |          |
| 1946.                  | Дубоки сан                      |               | Филип Мароу                |          |
| 1947.                  | Приближан положај               |               | капетан Ворен „Рип” Мердок |          |
| 1947.                  | Две госпође Керолс              |               | Џефри Керол                |          |
| 1947.                  | Тамни пролаз                    |               | Винсент Пари               |          |
| 1948.                  | Благо Сијера Мадре              |               | Фред К. Добс               |          |
| 1948.                  |                                 |               |                            |          |
| 1948.                  | Острво Ларго                    |               | Френк Маклауд              |          |
| 1949.                  |                                 |               |                            |          |
| 1949.                  | Токио Џо                        |               | Џозеф „Џо” Барет           |          |
| 1950.                  |                                 |               |                            |          |
| 1950.                  | На усамљеном месту              |               | Диксон Стил                |          |
| 1951.                  |                                 |               |                            |          |
| 1951.                  |                                 |               |                            |          |
| 1951.                  | Афричка краљица                 |               |                            |          |
| 1952.                  |                                 |               |                            |          |
| 1953.                  | Ратни циркус                    |               | мајор Џед Веб              |          |
| 1953.                  | Удри ђавола                     |               | Били Данрутер              |          |
| 1954.                  |                                 |               |                            |          |
| 1954.                  | Побуна на Кејну                 |               |                            |          |
| 1954.                  | Сабрина                         |               | Лајнус Лараби              |          |
| 1954.                  | Босонога контеса                |               | Хари Доз                   |          |
| 1955.                  | Ми нисмо анђели                 |               | Џозеф                      |          |
| 1955.                  | Лева рука Бога                  |               | Џејмс „Џим” Кармоди        |          |
| 1955.                  | Часови очаја                    |               | Глен Грифин                |          |
| 1956.                  | Тежак пад                       |               | Еди Вилис                  |          |